# Gavina de Bonaparte
La gavina de Bonaparte (Chroicocephalus philadelphia) és un ocell marí de la família dels làrids (Laridae) que habita els rius, llacs i costes d'Amèrica del nord, criant als boscos de coníferes d'Alaska i el Canadà i passant l'hivern a costes i aigües terra endins dels Estats Units, Mèxic i Cuba.